# Фюрно, Ивонн
Ивонн Фюрно (фр. Yvonne Furneaux; 11 мая 1926, Рубе — 5 июля 2024, Норт-Хэмптон) — французская актриса кино и театра.

## Жизнь и творчество
Дочь англичанина и француженки. Настоящее имя Ивонн Элизабет Скатчерд (Yvonne Élisabeth Scatcherd). В 1946 году Ивонн Фюрно приезжает в Великобританию и изучает лингвистику в Оксфордском университете. Также обучается актёрскому мастерству в Королевской академии драматического искусства. Творческую карьеру начинает в 1952 году, первоначально на малых ролях. Обладая эффектной артистической внешностью, Ивонн получает многочисленные предложения как на театральной сцене, так и в киноиндустрии. Она играет преимущественно темпераментные характерные роли в самых различных жанрах. Среди наиболее удачных её ролей следует назвать работы в фильме Микеланджело Антониони «Подруги» (1955), работе Федерико Феллини «Сладкая жизнь» (1959), психологической драме Романа Полански «Отвращение» (1965), в фильме Клода Шаброля «Скандал» (1967), в ленте Дино Ризи «Именем итальянского народа» (1971). Позднее также снималась в фильмах западногерманских киностудий.
Жила в Лозанне.
Умерла 5 июля 2024 года в Норт-Хэмптоне в возрасте 98 лет.

## Фильмография (избранное)
- 1952: Встретимся сегодня вечером (Meet Me Tonight), реж. Энтони Пелиссье
- 1952: 24 часа из жизни женщины (24 Hours of a Woman’s Life), реж. Виктор Сэвилл
- 1953: Дом у стрелы (The House of the Arrow), реж. Майкл Андерсон
- 1953: Опера нищего (The Beggar’s Opera), реж. Питер Брук
- 1953: Джинн (The Genie), реж. Лэнс Комфорт, Лоуренс Хантингтон
- 1953: Хозяин Баллантрэ (The Master of Ballantrae), реж. Уильям Кейли
- 1954: Яванский кинжал (The Javanese Dagger) (к/м), реж. Пол Диксон
- 1954: Учитель Дон Жуана (Il maestro di Don Giovanni), реж. Милтон Кримс
- 1955: Тёмный мститель (The Dark Avenger), реж. Генри Левин
- 1955: Подруги (Le amiche), реж. Микеланджело Антониони
- 1955: Принц в красной маске (Il principe dalla maschera rossa), реж. Леопольдо Савона
- 1955: Поперечный канал (Cross Channel), реж. Р. Дж. Спрингстин
- 1956: Лиссабон (Lisbon), реж. Рэй Милланд
- 1959: Сладкая жизнь (La Dolce vita), реж. Федерико Феллини
- 1959: Он, она и дедушка (Lui, lei e il nonno), реж. Антон Джулио Маджано
- 1959: Письмо в рай (Carta al cielo), реж. Артуро Руис Кастильо
- 1959: Мумия (The Mummy), реж. Теренс Фишер
- 1960: Виа Маргутта (Via Margutta), реж. Марио Камерини
- 1960: Танк к 8 сентября (Il carro armato dell’8 settembre), реж. Джанни Пуччини
- 1961: Некоторые любят похолоднее...! (A noi piace freddo…!), реж. Стено
- 1961: Граф Монте-Кристо (Le Comte de Monte-Cristo), реж. Клод Отан-Лара
- 1961: Полицейская облава (Caccia all’uomo), реж. Риккардо Фреда
- 1961: Черные копьеносцы (I lancieri neri), реж. Джакомо Джентиломо
- 1962: Преступник (Il criminale), реж. Марчелло Бальди
- 1962: Я, Семирамида (Io, Semiramide), реж. Примо Дзельо
- 1963: 4 таксиста (I 4 tassisti), реж. Джорджо Бьянки
- 1963: Убийца (Le meurtrier), реж. Клод Отан-Лара
- 1964: Фиванский лев (Il leone di Tebe), реж. Джорджо Ферроне
- 1964: Смертельные лучи доктора Мабузе (Die Todesstrahlen des Dr. Mabuse), реж. Уго Фрегонезе
- 1965: Отвращение (Repulsion), реж. Роман Полански
- 1967: Скандал (Le Scandale), реж. Клод Шаброль
- 1971: Именем итальянского народа (In nome del popolo italiano), реж. Дино Ризи
- 1972: Искушение в летнем ветре (Versuchung im Sommerwind), реж. Рольф Тиле
- 1984: Тилли, тётка великого Франкенштейна (Frankenstein’s Great Aunt Tillie), реж. Майрон Дж. Голд